# Manole Stroici
Manole Stroici (n. 1897 Iași, d. 1991 București) a fost un cunoscut solist de romanțe și tangouri, din perioada interbelică, dar și un cunoscut sportiv tot din acea perioadă.

## Biografie
Născut în anul 1897, la Iași, într-o familie de vechi boieri moldoveni, Manole Stroici a îmbrățișat, în primii ani ai tinereții, cariera militară pe care a părăsit-o în anul 1923, pentru a se dedica muzicii și sportului.

Disc Homocord, înregistrat la Berlin în 1931

Manole Stroici s-a lansat foarte repede ca interpret de romanțe și șansonete, în anii 1925-1930 fiind răsfățatul iubitorilor genului.
Vocea lui fermecătoare, imprimată pe plăci de patefon, mai poate fi auzită și azi, din când în când, la emisiunile radio dedicate începuturilor muzicii ușoare românești.

### Performanțe sportive
În 1930, Manole Stroici își descoperă un al doilea talent: tirul. Devine campion mondial la talere și tir-aux-pigeons pentru ca, după 1932, să reprezinte victorios România în nenumărate competiții internaționale desfășurate în marile orașe europene. Multiplu campion internațional, Manole Stroici a ratat în 1937, datorită unei împrejurări nefericite, titlul european la talere. Campionatul European de Talere s-a desfășurat în acel an la Veneția.
Lupta pentru primul loc se dădea între sportivul român și campionul Ungariei. După două zile de întrecere în frunte, detașat, e afla Manole, urmat de rivalul său maghiar. În dimineața probei decisive, românul se afla în perfectă formă dar acuza o ușoară umflătură în falca dreaptă, datorită sutelor de reculuri pe care le suportase în primele două zile. 
Observând acest lucru, maghiarul, prieten bun cu organizatorii italieni, a aranjat ca toți concurenții să fie supuși unui control
medical. Extrem de „grijuliu” pentru sănătatea campionului nostru, după consultație, medicul italian i-a interzis să mai concureze iar campionatul european a fost câștigat de contele ungur. Era o nedreptate strigătoare la cer care, ce e drept, pe un plan minor, anticipa parcă nedemna complicitate dintre miniștrii de externe italian și maghiar, respectiv conții Ciano și Csaki, actori importanți în manevrele care au dus la dictatul de la Viena în 1940. 

Disc Odeon, înregistrat la Berlin 1930

Manole Stroici și-a luat o binemeritată revanșă împotriva campionului maghiar, chiar la Budapesta în anul 1938, cu prilejul Campionatelor Internaționale ale Ungariei. Campionul nostru a învins detașat iar organizatorii, lipsiți de fair-play, i-au trimis cupa și premiul refuzând să cânte Imnul Regal Român.

### Șef al Sportului Românesc
În toamna anului 1940, Generalul Ion Antonescu, noul conducător al Statului Român, îl numește pe Manole Stroici: Șef al Sportului Românesc cu rang de Secretar de Stat. Cu acest prilej, el a prezentat public noul său domeniu de activitate: 
„Pornim azi la organizarea sportului românesc... Nu urmărim să creăm pepiniere artificiale de vedete ci dorim ridicarea sportului în general, altfel spus, mulți oameni care fac sport, nu vedete... Pe baza acestui principiu vom dezvolta sportul școlar, sportul muncitoresc, sportul premilitar și cel de inițiativă privată.”
Inteligența și actualitatea acestor idei, dovedesc că Manole Stroici era nu numai un mare campion ci și un remarcabil teoretician și organizator al mișcării sportive. În perioada mandatului său de Șef al Sportului Românesc, el s-a ocupat exclusiv și cu competența de îmbunătățirea în ansamblu a mișcării sportive, fără a se amesteca în politică. 
Această atitudine l-a determinat pe Antonescu să-l mențină în funcție și după înlăturarea legionarilor de la putere. În anul 1941, curând după începerea razboiului, Manole Stroici a primit o nouă însărcinare de mare răspundere: instructor general al aviatorilor de vânătoare. Desigur, în atribuirea noii funcții, s-a ținut seama de performanțele fostului campion de tir.

### Era comunistă
Instalarea la putere a regimului comunist avea să-i aducă lui Manole Stroici, pentru tot restul vieții, un lung șir de persecuții,
umilințe și suferințe. Începând din 1948, el a fost arestat și anchetat de Securitate de zeci de ori, nu a putut ocupa nici un serviciu stabil și a avut parte de alte numeroase necazuri provocate de oamenii regimului care, deși n-aveau ce să-i reproșeze în mod legal, îl urau pentru că reprezenta un fel de simbol al generației sale și al unei anumite ținute în viață. 

Disc Electrecord, înregistrat la Berlin în 1932

Formidabilul talent multilateral al lui Manole l-a ajutat ca, în numai câteva luni, să devină un adevărat maistru al confecționării miniaturilor din plastic. 
Din mâinile bătrânului boier moldovean, devenit mare meșteșugar, au ieșit în anii '60 și '70, mii și mii de splendide medalioane, iconițe, brățări, bibelouri, jocuri de șah și diverse podoabe, căutate în special de tineri precum și de toți care doreau să facă daruri mai speciale. 
În micul atelier pe care l-a deschis, după 1965, chiar în locuința sa din strada Lotușului, aproape de Piața Rosetti, Manole Stroici lucra cu pasiunea cu care a făcut totul în viață, dăruind oamenilor adevărate mici opere de artă. Pentru a putea lucra, el cheltuia aproape jumătate din modestul câștig obținut cu sudoarea frunții şi cu prețul sănătății sale. Munca îndelungată la o vârstă înaintată, în condițiile necorespunzătoare din micul lui atelier, i-a afectat încet-încet ochii. 
După 1980, n-a mai putut lucra, ceea ce l-a deprimat profund: nu suporta condiția de bătrân neputincios. Intelectul i-a rămas însă nealterat, până în ultima clipă.

## Decesul
S-a stins în 1991, orb, fără să mai fi putut avea înainte de moarte puterea sufletească să se bucure de prăbușirea comunismului. În timpuri normale, talentele multiple ale lui Manole Stroici puteau fi folosite pentru binele general. Tăvălugul comunist a împiedicat acest lucru, strivindu-i literalmente jumătate din viață.

## Discografie
- Manole Stroici la DiscoGS